# Szond
Szond (szerbül Сонта / Sonta, németül Waldau) település a Vajdaságban, a Nyugat-bácskai körzetben, Apatin községben.

## Fekvése
Apatintól délkeletre, a Duna közelében, Szilágyi és Gombos közt fekvő település.

## Története
Szond nevét az oklevelek már 1192-ben említették Baac Zund néven.
A tatárjárás előtt a Bodrogról Bácsra vezető nagy út mellett feküdt Savonca (Savnica) vár, amely azzal a körsánccal azonosítható, amely az 1884. évi térképen Doroszlótól északnyugatra, a rókás dűlőnél, a szondi határvonal mellett feküdt.
Savonca vár uradalma nyugati irányban a Dunáig terjedt, a jelentékeny Szond helységet is magába foglalva, ezért Szondról nevezték el az uradalmat. Savonca föld, s az ezen fekvő hasonló nevű vár az utód nélkül elhalt monoszló nemzetségből származó Uros birtoka  volt.
1206-ban Souncha néven említették, mikor II. András király Machariás fiának, Tamás vitéznek és általa unokáinak adományozta hűséges ragaszkodásáért.
1237-ben Tamás bán fiai, Gergely és Tamás megosztoztak a birtokon, amelyen ekkor már 5 falu: Szond, Belszond, Külszond, Császló és Széklak feküdt. Gergelynek jutott Újlak, Széklak, Külszond és Császló szolgákkal és szabadosokkal Belszondon 5 háznép hajós és két háznép halász, Tamásnak pedig a Belszondon lakó szolgák és szabadosok, a halastavak és egyéb jövedelmek pedig közösek maradtak.
III. Béla király idejében már jelentős hely volt, ekkor már opidumnak (városnak) írták.
A település az óbudai klarissza apácák birtoka volt.
1398-ban Zsigmond király is tartózkodott és innen keltezte leveleit, adományait március 5, 6, és 12-én.
1522-ben Bács vármegye dézsmalajstromában Khizond 50, Zond 141 adózóval szerepelt.
Leírás a településről a 18. század végén:
```
"Sokacz falu Báts várm. földes Ura a' Királyi Kamara, lakosai katolikusok, fekszik Bogojevához 4000, Doroszlóhoz 5150 bétsi ölnyire; határja három nyomásbéli, földgye agyagos, leginkább búzát, és lent terem, erdője Dunavize mentében, bora meglehetős, hasznokra van az öreg, és hóltt Duna, hallal, náddal bővelkedik, jó vize tanyája is van, legelőjére néha a' Duna vize kiönt; piatza Apátiban, pénzt szereznek termésből, halból, és marhákból."
 		
(
Vályi András
: 
Magyar országnak leírása
, 
1796
–
1799
)
```

Leírás a településről 1851-ben:
```
"Szonta, dalmát falu, Bács vármegyében, a Duna mocsárjai mellett, Apatinhoz délre 2 mfd., 2700 kath., 30 zsidó lak., paroch. templommal. Határa 1100 négyszögölével 22527 hold, mellyből urbéri szántóföld 122 4/8 telek után 4587 hold, rét és beltelek 3001 h., jó legelő 662 h., mocsáros legelő 3300 h., szőlő 138 h., uradalmi tölgyes erdő 3156 hold, lágyfa erdő 4881 hold, nádas rétség 11,473 hold, tavak mocsárok 1356 h., utak 212 hold. Fekete földje mindent bőven terem. Sok sertést tenyészt, és halászata jövedelmes. Birja a k. kamara."
 		
(
Fényes Elek
: 
Magyarország geographiai szótára
, 
1851
)
```

1945-ig a falunak körülbelül 25%-nyi német kisebbsége volt, a második világháború után deportálták őket.

## Népesség

### Demográfiai változások
| 1948 | 1953 | 1961 | 1971 | 1981 | 1991 | 2002 | 2011 |
| ---- | ---- | ---- | ---- | ---- | ---- | ---- | ---- |
| 7781 | 7604 | 7278 | 6951 | 6313 | 5590 | 4992 | 4238 |